# Alonso Fernández de Avellaneda
Pour les articles homonymes, voir Avellaneda (homonymie) et Fernández.
Alonso Fernández de Avellaneda est le pseudonyme d'un écrivain espagnol connu pour être l'auteur d'une suite apocryphe du Don Quichotte de Cervantes. Sur le personnage qui se cachait derrière ce nom, les historiens ont émis plusieurs hypothèses. Il pourrait s'agir de Lope de Vega, ou de Juan Ruiz de Alarcón y Mendoza, ou de Tirso de Molina, mais il ne s'agit que d'hypothèses.
Alors que la seconde partie de Don Quichotte était annoncée par Cervantes et attendue du public, un écrivain inconnu, Alonso Fernández de Avellaneda, fit paraître à Tarragone, au cours de l’été 1614, une continuation apocryphe des aventures du chevalier errant.  L’œuvre, signée d'un pseudonyme, se présente comme le Second tome de l’ingénieux hidalgo don Quichotte de la Manche, qui contient sa troisième sortie, et est la cinquième partie de ses aventures. Elle exploite le programme narratif annoncé par Cervantes dans l’épilogue de sa Première Partie. Elle est souvent désignée comme Quichotte apocryphe.
La continuation d’Avellaneda a donné lieu à de nombreux travaux, mais ceux-ci concernent avant tout l’identité de son auteur, qui n’a jamais été démasqué. L’œuvre en tant que telle et, surtout, sa relation à la Première et à la Seconde Partie du Quichotte authentique, ont été relativement peu étudiées. Cette continuation offre pourtant un témoignage précieux sur la réception de la Première Partie par les contemporains de Cervantes et s’avère indispensable à l’intelligence de certains épisodes de la Seconde Partie.
L'œuvre est évoquée dans le second tome du Don Quichotte de Cervantes, où elle est dénoncée par le héros comme un faux indigne de l'original.
Au XXIe siècle, Alfonso Mateo-Sagasta dans son roman Ladrones de tinta (Voleurs d'encre) met en scène une enquête menée par le correcteur du premier Quichotte pour dévoiler l'identité d'Avellaneda ; outre les noms cités plus haut, apparaissent également au fil de l'histoire Francisco de Quevedo, Luis de Góngora et le duc d'Osuna.